# Université ionienne
L'université ionienne (grec moderne : Ιόνιο Πανεπιστήμιο) est située dans la ville de Corfou. Elle fut créée en 1984, mais n’est que l’héritière de l’Académie ionienne qui fut créée en 1824, quarante ans avant la cession des îles Ioniennes à la Grèce, et seulement trois ans après le début de la guerre d'indépendance grecque, alors que les îles étaient sous protectorat britannique.

## Organisation
L'université est composée de six départements : 
- département d’histoire et des humanités numériques
- département de langues étrangères, de traduction et d'interprétation
- département de musicologie
- département archive et sciences des bibliothèques
- département d’informatique
- département des arts audiovisuels